# The Betsy
The Betsy is een Amerikaanse film uit 1978 onder regie van Daniel Petrie. Het is de verfilming van de gelijknamige roman van Harold Robbins.

## Verhaal
De patriarch Loren Hardeman Sr. (Laurence Olivier) van een familiebedrijf van autoconstructeurs huurt een jonge autocoureur Angelo Perino (Tommy Lee Jones) in om in het geheim een nieuwe auto te ontwerpen, dit tegen de zin van zijn kleinzoon (Robert Duvall), de president van het bedrijf. Hij noemt de auto naar zijn achterkleindochter Betsy (Kathleen Beller). Perino heeft ondertussen een romantische relatie zowel met Betsy als met lady Bobby Ayres (Lesley-Anne Down).

## Rolverdeling
| Acteur           | Personage           |
| ---------------- | ------------------- |
| Laurence Olivier | Loren Hardeman Sr.  |
| Tommy Lee Jones  | Angelo Perino       |
| Robert Duvall    | Loren Hardemann III |
| Katharine Ross   | Sally Hardeman      |
| Jane Alexander   | Alicia Hardeman     |
| Lesley-Anne Down | Lady Ayres          |
| Kathleen Beller  | Betsy               |
| Joseph Wiseman   | Jake Weinstein      |
| Edward Herrmann  | Dan Weyman          |
| Inga Swenson     | Mrs. Craddock       |